# Urszula Bejga
Urszula Bejga est une ancienne joueuse de volley-ball polonaise née le 11 janvier 1989 à Wyrzysk. Elle mesure 1,97 m et jouait au poste de centrale. Elle a terminé sa carrière en 2014.

## Clubs
| Club                      | De        | À         |
| ------------------------- | --------- | --------- |
| PTPS Piła                 | 1999-2000 | 2000-2001 |
| SMS PZPS Sosnowiec        | 2003-2004 | 2006-2007 |
| PTPS Piła                 | 2007-2008 | 2007-2008 |
| AZS AWF Poznań            | 2008-2009 | 2008-2009 |
| VK Spišská Nová Ves       | 2009-2010 | 2009-2010 |
| KPSK Stal Mielec          | 2010-2011 | 2012-2013 |
| Sokół 43 AZS AWF Katowice | 2013-2014 | 2013-2014 |

## Palmarès
- Coupe de Pologne
  - Vainqueur : 2008.
- Championnat de Pologne
  - Finaliste : 2008.